# Michael Gonzi

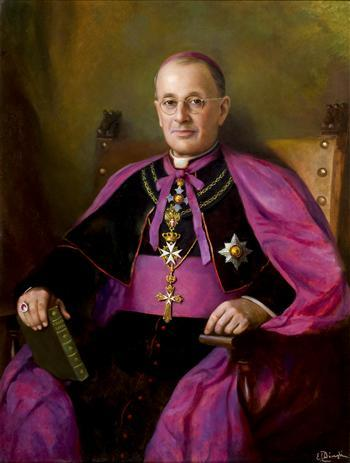
Erzbischof Michael Gonzi (Porträt von E. Caruana Dingli, um 1943)

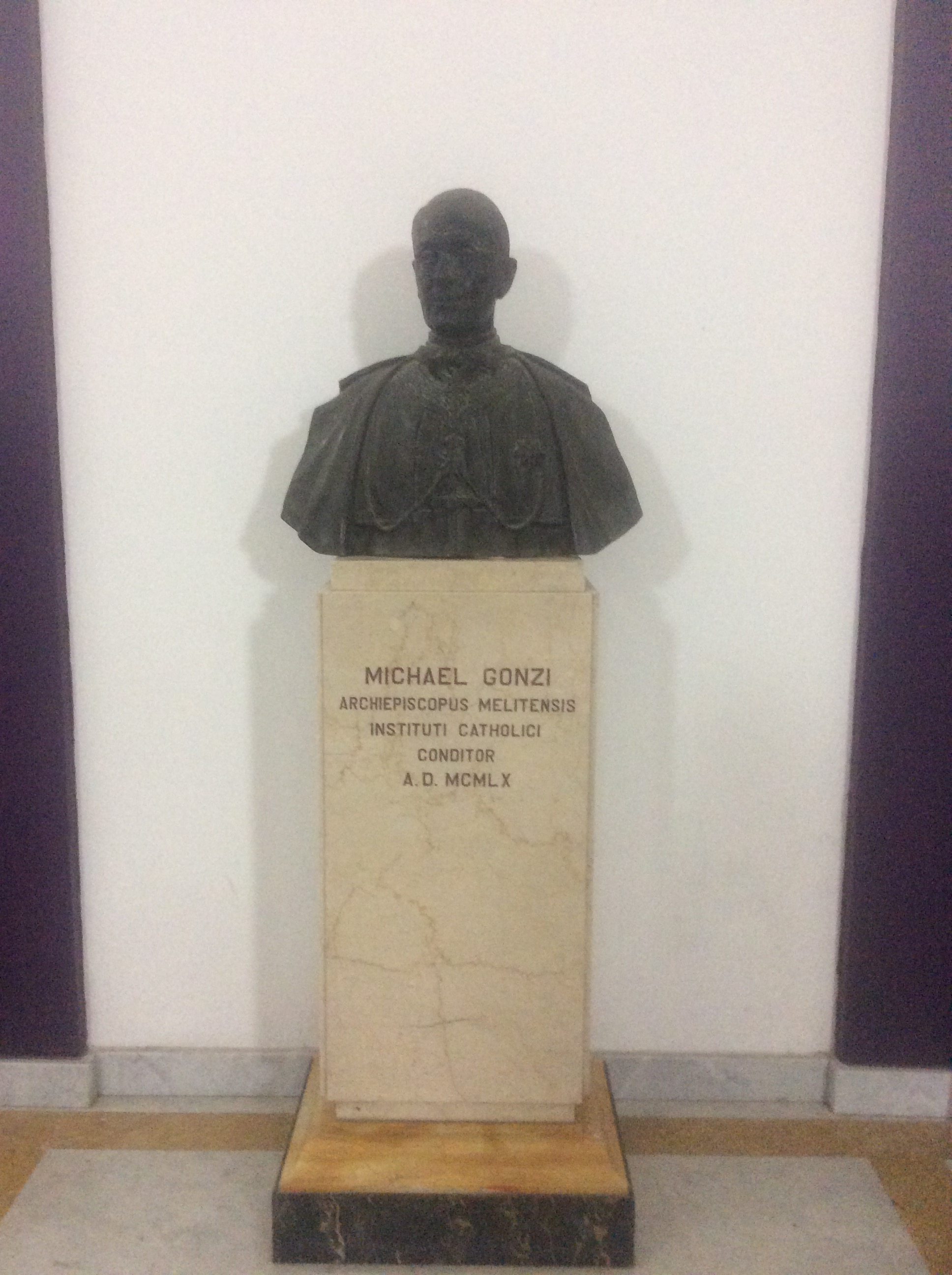
Statue von Michael Gonzi im Catholic Institute von Floriana

Sir Michael Gonzi, maltesisch Mikiel Gonzi, italienisch Michele Gonzi (* 13. Mai 1885 in Birgu; † 22. Januar 1984 in Gwardamanġa, Pietà, Malta) war ein maltesischer römisch-katholischer Geistlicher und Erzbischof von Malta.

## Leben
Michael Gonzi wuchs in Kalkara auf und empfing am 19. Dezember 1908 das Sakrament der Priesterweihe. Er wurde 1921 als Senator für die Malta Labour Party in die Maltesische Gesetzgebende Versammlung gewählt, trat aber nach der Hälfte seiner Amtszeit zurück, um Bischof von Gozo zu werden.
Am 13. Juni 1924 wurde er zum Bischof von Gozo berufen und am 20. Juli desselben Jahres spendete ihm der Bischof von Malta, Mauro Caruana, die Bischofsweihe; Mitkonsekratoren waren die Bischöfe Giovanni Maria Camilleri, emeritierter Bischof von Gozo, sowie Angelo Portelli, Weihbischof in Malta. Als Titularbischof von Lyrbe wurde Michael Gonzi am 14. Oktober 1943 Koadjutor des Bischofs von Malta und folgte diesem am 17. Dezember 1943 nach. Am 1. Januar 1944 wurde Malta zum Erzbistum erhoben und Michael Gonzi wurde damit der erste Erzbischof von Malta. Papst Pius XII. ernannte ihn 1949 zum Päpstlichen Thronassistenten. Als Konzilsvater nahm er an allen vier Sessionen des Zweiten Vatikanischen Konzils teil. Am 29. November 1976 trat Erzbischof Gonzi mit 91 Jahren in den Ruhestand.
Er starb im Alter von 98 Jahren im Saint Luke’s Hospital in Gwardamanġa und wurde in der Kathedrale St. Paul in Mdina beigesetzt.

## Kontroversen
Am 17. März 1961 verhängte Erzbischof Gonzi das Interdikt über die Unterstützer der Malta Labour Party. Diese durften nicht mehr auf kirchlichen Friedhöfen beigesetzt werden, sondern mussten in „ungeheiligter Erde“ (maltesisch Il-Miżbla) bestattet werden. Dem lag die weitverbreitete Befürchtung zugrunde, die MLP könnte sich zu einer „kommunistischen“ Partei entwickeln. Unter denjenigen, die in ungeweihter Erde bestattet wurden, war auch der stellvertretende Vorsitzende der MLP und bekannte Romanautor Ġużè Ellul Mercer (1897–1961).
Das Interdikt wurde 1964 aufgehoben und eine Versöhnung zwischen der römisch-katholischen Kirche Maltas und der MLP fand 1969 durch Vermittlung des aus Malta stammenden Kurienbischofs und damaligen Koadjutorerzbischofs von Malta, Emanuele Gerada, statt.

## Familienbeziehungen
Sein Neffe Lawrence Gonzi war von 2004 bis 2013 Premierminister von Malta, dessen jüngerer Bruder und ebenfalls ein Neffe von Michael Gonzi ist der namensgleiche Parlamentsabgeordnete Michael Gonzi.

## Ehrungen
- Knight Commander of the Order of the British Empire (1946)
- Päpstlicher Thronassistent (1949)
- Großkreuz-Bailli des Souveränen Malteserordens
- Päpstlicher Graf (1949)